# Троншен, Франсуа
Франсуа Троншен (фр. François Tronchin; 1704, Женева — 1798) — швейцарский литератор, меценат и коллекционер произведений искусства, юрист Женевского совета. Двоюродный брат знаменитого медика Теодора Троншена.

## Биография
Франсуа Троншен, родом из Женевы, был единомышленником и другом деятелей французского Просвещения: Вольтера, Дени Дидро и литератора Фридриха Мельхиора Гримма. С 1762 года жил в Париже.
Поместье «Domaine des Délices», которое Вольтер занимал с 1755 по 1760 год, принадлежало брату Франсуа, Жану Роберу Троншену (1702–1788), банкиру Вольтера и его доверенному лицу.
Троншен был одним из первых швейцарских коллекционеров. Он был знаком со многими художниками: Жозефом Верне, Жаном-Батистом Лемуаном, Этьеном Морисом Фальконе, Николя Анри Жозефом де Фассеном. По совету своего друга Жана-Этьена Лиотара он собрал значительную коллекцию произведений голландской, немецкой, фламандской и итальянской живописи. Значительная часть этой коллекции в 1770 году при посредничестве Дидро и российского посла во Франции Д. А. Голицына была продана российской императрице Екатерине II и в настоящее время экспонируется в санкт-петербургском Эрмитаже. Троншен также был участником «сделки века» — приобретения российской императрицей коллекции Луи Антуана Кроза.
Как писатель, он переписал несколько пьес Пьера Корнеля и создал несколько оригинальных трагедий. Среди них была «Теренция», в создании которой в 1775 году участвовал Дени Дидро.